# John Lloyd Ackrill
John Lloyd Ackrill FBA (* 30. Dezember 1921 in Reading; † 30. November 2007 in Oxford) war ein englischer Philosophiehistoriker, der auf dem Spezialgebiet der antiken griechischen Philosophie, insbesondere zu Platon und Aristoteles arbeitete. Ackrill gilt zusammen mit Gregory Vlastos und G. E. L. Owen als einer der bedeutendsten Gelehrten der zweiten Hälfte des 20. Jahrhunderts auf dem Gebiet der antiken griechischen Philosophie im englischen Sprachraum.

## Leben
Nach dem Besuch der Reading School studierte Ackrill ab 1940 Klassische Philologie am St John’s College, Oxford. Von 1941 bis 1945 leistete er im Royal Berkshire Regiment and General Staff Kriegsdienst, wobei er den Rang eines Captain erwarb. Danach setzte er sein Studium in Oxford fort, das er 1948 abschloss. Noch im selben Jahr trat er eine Stelle als Assistant Lecturer für Logik in Glasgow an. 1949 wurde Ackrill University Lecturer in Oxford. Bevor er die Stelle antrat, bekam er jedoch zwei freie Studienjahre zugesprochen, die er in der Schweiz und in Princeton verbrachte. 1953 bekam Ackrill eine Stelle als Tutorial Fellow am Brasenose College, wo ab 1959 auch sein ehemaliger Schüler und Freund, der ebenfalls mit antiker Philosophie befasste Michael John Woods in derselben Position beschäftigt war. Von 1966 bis 1989 war er der erste Inhaber des neu geschaffenen Lehrstuhls für Geschichte der Philosophie in Oxford, blieb aber bis 1989 zugleich Fellow des Brasenose College. Von 1989 bis zu seinem Tod war Ackrill Emeritus Professor für Geschichte der Philosophie an der Universität Oxford.
1981 wurde Ackrill Fellow der British Academy und 1996 Honorary Fellow am St. John’s College.
Ackrill heiratete 1953 Margret Kerr, mit der er einen Sohn und drei Töchter hatte.

## Schriften (Auswahl)
- Essays on Plato and Aristotle. Oxford University Press, Oxford 1997, revised edition 2001. – Rezension von: Owen Goldwin, Bryn Mawr Classical Review 98.4.01; T. K. Johansen, in: The Classical Review 49, 1999, S. 275.
- A New Aristotle Reader. Oxford University Press, Oxford 1988.
- Aristotle the Philosopher. Oxford University Press, Oxford 1981.
  - Deutsche Übersetzung: Aristoteles. Eine Einführung in sein Philosophieren. De Gruyter, Berlin, New York 1985.
- Aristotle on Eudaimonia. Oxford University Press, Oxford 1975.
- Aristotle’s Ethics. Faber & Faber, London 1973.
- Aristotle, Categories and De Interpretatione. Oxford University Press, Oxford 1963. – Rezension von Renford Bambrough, in: Mind 76, 1967, S. 141–142